# Gemeinnützige Wohnungsbaugesellschaft Wuppertal
Die Gemeinnützige Wohnungsbaugesellschaft mbH Wuppertal (GWG) ist ein Wohnungsunternehmen mit Sitz in Wuppertal. Sie ist tätig in der Vermietung und Verwaltung von Immobilien sowie in der technischen Betreuung von Bauprojekten. Die GWG ist die größte Wohnungsvermieterin im Raum Wuppertal.

## Geschichte

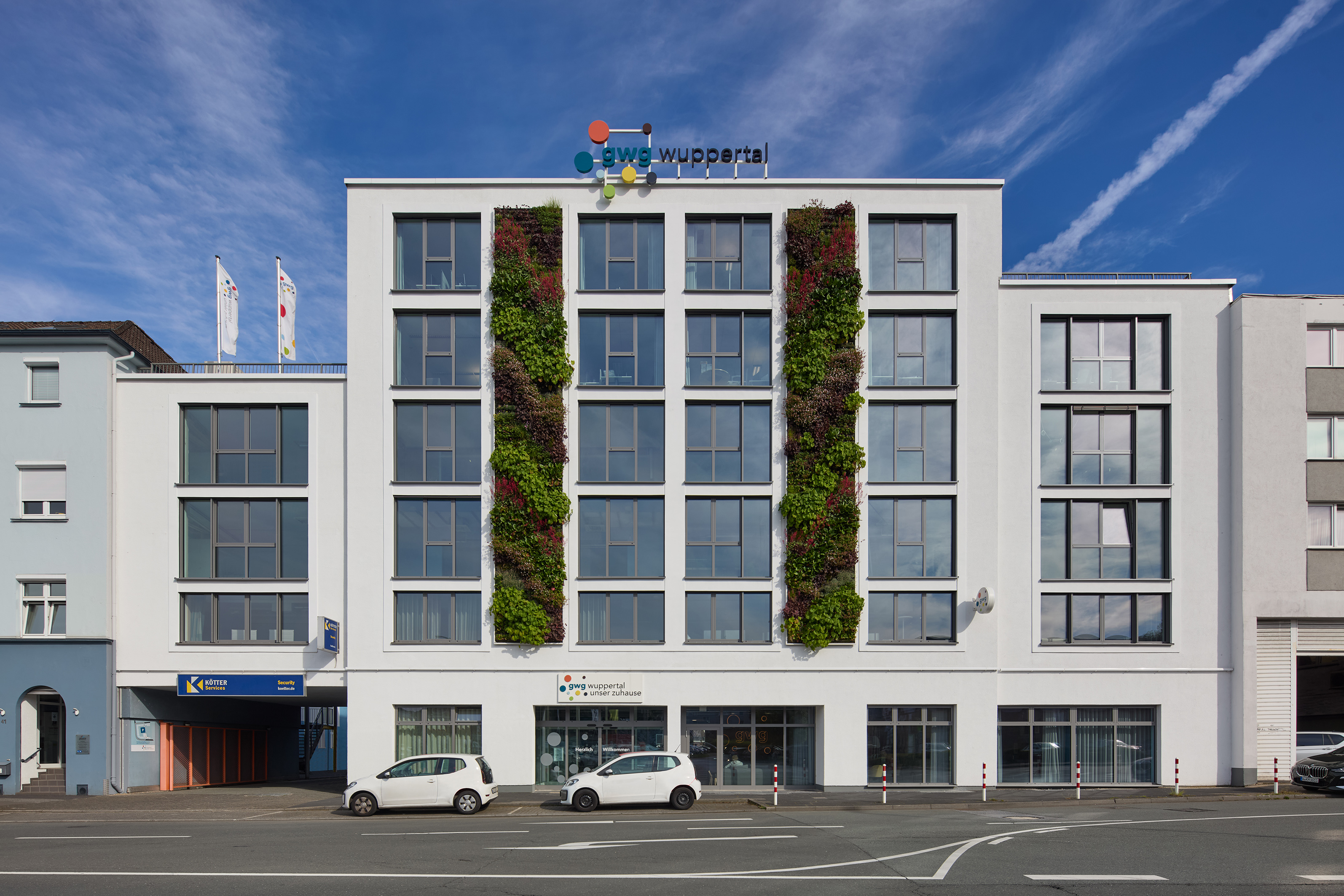
Geschäftsgebäude der gwg in Wuppertal

### Gründung und Wohnungsbau
Das Unternehmen wurde im Januar 1937 von Wilhelm Vorwerk als Wohnungsunternehmen in Wuppertal gegründet. Zunächst firmierte sie als Gemeinnützigen Kleinwohnungsbaugesellschaft mbH und war in der Errichtung und der Bewirtschaftung von Arbeiterwohnungen tätig. 1969 wurde sie in die Gemeinnützige Wohnungsbaugesellschaft (GWG) umbenannt, unter welchem Namen sie seitdem firmiert.
Die GWG übernahm städtische Wohnungen und errichtete eigene Gebäude und wurde zum größten Wohnungsunternehmen in Wuppertal. Zu ihren Bauten gehörten unter anderem das Großbauprojekt im Domagkweg in Uellendahl, der Bau von hunderten Sozialwohnungen in Wuppertal, eine Wohnanlage in Ronsdorf und das Neubauprojekt Heidter Carré in Wuppertal-Heckinghausen.

### Korruptionsskandal und Krisenjahre
1998 geriet das Unternehmen durch den GWG-Skandal bundesweit in die Schlagzeilen, in denen verschiedenen Akteuren außerhalb dieser Gesellschaft Untreue, Betrug und Bestechlichkeit vorgeworfen wurde. Einzelne Projekte der GWG waren zu stark überhöhten Preisen verkauft worden. Unter anderem wurde für eine Seniorenanlage in Wuppertal eine 20-jährige Mietgarantie unterzeichnet, welche zu hohen Verlusten führte. Viele der Beschuldigten wurden zu unterschiedlich langen Freiheitsstrafen und Geldbußen verurteilt. Die GWG erhielt Entschädigungszahlungen in Höhe mehrerer Millionen Euro.
Seit dem Skandal wuchsen die Schulden der GWG auf 300 Millionen Euro an, rund die Hälfte waren auf Zinsbelastungen zurückzuführen. Zur Rettung der GWG erhielt diese 2012 einen Kredit von rund 60 Millionen Euro.
2017 erhielt die GWG von der Stadt Wuppertal, dem größten Anteilseigner der GWG, erneut eine Kapitalzufuhr in Höhe von 58 Millionen Euro, um einen verlustreichen Verkauf der GWG zu verhindern. Durch eine strukturelle Neuaufstellung und einzelne Objektverkäufe erwirtschaftet die GWG seit 2018 Gewinne und konnte die Eigenkapitalquote von rund 2 % auf über 25 % steigern.

### Modernisierung und neue Entwicklungen
Die GWG führt Maßnahmen zur energetischen Modernisierung ihres Wohnungsbestands durch. Ein im Jahr 2023 gestartetes, langfristig angelegtes Programm sieht vor, innerhalb der kommenden 20 Jahre möglichst viele Gebäude mit Solaranlagen und Wärmepumpen auszustatten. Das geplante Investitionsvolumen beträgt rund 116 Millionen Euro. Im August 2023 eröffnete die GWG ein neues Kundencenter in Elberfeld, wofür das bisherige Firmengebäude vollständig umgebaut und modernisiert wurde.
Zudem ist das Unternehmen in der Quartiersentwicklung und der Schaffung sozialer Infrastruktur tätig. So wurde 2023 unter anderem der Neubaukomplex Heidter Carré mit 30 Wohneinheiten und integrierter Kindertagesstätte auf dem alten Gelände der Wuppertaler Bremme Brauerei errichtet. In Kooperation mit der Arbeiterwohlfahrt (Awo) entstand dort auf über 760 Quadratmeter Innenfläche sowie einer Terrassenfläche von rund 400 Quadratmetern eine Kita. Das Raumkonzept wurde in Zusammenarbeit mit den pädagogischen Mitarbeitern der Kita entworfen wurden und beinhaltet unter anderem verschiedene Themenräume.
2023 erhielt die GWG die Auszeichnung Digitalpioniere der Wohnungswirtschaft für das Projekt Leerwohnungssanierung A bis Z – digital und kundenorientiert in Kooperation mit dem Anwendungsentwickler Leo. Die Anwendung ermöglicht die mobile, digitale Beauftragung von Leerwohnungssanierungen. Verliehen wird der Preis seit 2022 durch das Magazin Die Wohnungswirtschaft und die Unternehmen Blackprint, DigiWoh und PropTechs Kiwi.
Im August 2024 begann die GWG die Modernisierung ihres Gebäudebestandes Wohnpark Schellenbeck in der Agnes-Miegel-Straße. Seitdem werden vier Hochhäuser und fünf Zeilenbauten aus dem Jahr 1968 umfassend saniert. Die Modernisierungsmaßnahmen umfassen unter anderem die energetische Sanierung der Fassaden, die Installation von Photovoltaikanlagen, Geothermie-basierte Wärmeversorgung, Dachbegrünungen, sowie die technische Erneuerung der Infrastruktur innerhalb der Gebäude. Aufgrund der erforderlichen vorübergehenden Umsiedlung der Mieter entwickelte die GWG ein Mieterversprechen sowie begleitende Informations- und Unterstützungsangebote für die Mieter. Im Oktober 2024 wurde das Vorhaben durch das Ministerium für Heimat, Kommunales, Bau und Digitalisierung des Landes Nordrhein-Westfalen gefördert. Im Jahr 2025 erfolgte zudem eine Auszeichnung im Rahmen des Standards KlimaQuartier.NRW mit dem Siegel „Städtebauplus“ des Landes Nordrhein-Westfalen.

## Unternehmensstruktur
Hauptgesellschafterin der GWG ist die Stadt Wuppertal mit 75 % Anteilen. Die GWG selbst hält 21 % der Anteile und die restlichen 4 % sind im Besitz der Stadtsparkasse Wuppertal. Geschäftsführer der GWG ist Oliver Zier. Aufsichtsratsvorsitzender ist Paul Yves Ramette, stellvertretender Vorsitzender ist Klaus Jürgen Reese.
2023 erwirtschaftete die GWG Umsatzerlöse in Höhe von 41,2 Millionen Euro und beschäftigte dabei rund 74 Mitarbeiter. Die GWG hat einen Bestand von über 5600 Wohnungen, davon 120 Senioren-Servicewohnungen, 1300 barrierearme und 300 barrierefreie Wohnungen. Weiterhin gehörten zum Bestand 49 Spielplätze und rund 40.000 Quadratmeter Gewerbefläche. Die Leerstandsquote der Wohnungen lag 2023 bei 1,5 %.

## Geschäftsfelder
Die Geschäftsfelder der GWG erstrecken sich vor allem auf die Vermietung und Verwaltung von Wohnungen und Gewerberäumen in Wuppertal, die technische Betreuung von Bauprojekten sowie auf die Projektsteuerung.
Weiterhin verfügt die GWG über die Servicewohnanlage An der Hardt sowie über seniorengerechten (barrierefreien) Wohnraum und ergänzende Wohnformen für Menschen mit Unterstützungsbedarf, darunter auch Demenz-Wohngemeinschaften.
Die Nachhaltigkeitsstrategie der GWG wird in die Bereiche Wirtschaftlichkeit, soziale Verantwortung und Klima- und Umweltschutz untergliedert.

## Kooperationen und Mitgliedschaften
Neben einer Reihe von verschiedenen Mitgliedschaften in Wuppertaler Vereinigungen ist das Unternehmen zudem Mitglied in der Arbeitsgemeinschaft Die Wohnungsunternehmen Bergisches Land (WBL, vormals Arbeitsgemeinschaft Wuppertaler Wohnungsunternehmen). Darüber hinaus bestehen Mitgliedschaften im GdW Bundesverband deutscher Wohnungs- und Immobilienunternehmen, im VdW Rheinland Westfalen, im Europäischen Bildungszentrum der Wohnungs- und Immobilienwirtschaft (EBZ) sowie im vhw – Bundesverband für Wohnen und Stadtentwicklung.

## Soziale Verantwortung
Die GWG kooperiert mit einer Vielzahl sozialer Vereine und Institutionen, darunter die Wuppertaler Tafel und der Kunst- und Museumsverein Wuppertal. Im Kunstbereich ist die GWG zusätzlich Partner des Projekts Urbaner Kunstraum Wuppertal (UKW).
Zur sozialen Verantwortung zählen außerdem die Bereitstellung von sowohl bezahlbaren als auch barrierefreien Wohnräumen sowie die Beratung für Senioren. Viele Wohnräume der GWG sind deshalb öffentlich gefördert. Hierfür arbeitet die GWG mit Organisationen und Vereinen wie der Diakonie, Caritas und der AWO zusammen.
Die GWG organisiert jährlich den Tag des Quartiers, um die Quartiersentwicklung zu fördern. Auch Kooperationspartner wie die WSW und AWG beteiligen sich an dieser Veranstaltung. Ergänzend werden soziale Projekte und Vereine als Partner eingebunden und unterstützt.

## Klima- und Umweltschutz
Um ihre Klimaschutzziele, wie die Klimaneutralität bis 2045, zu erreichen, erstellte die GWG das Konzept Klimapfad 2045, in welchem die spezifischen Maßnahmen festgehalten wurden. Zu diesen gehören die Verringerungen von Energieverbrauch und -verlust, die Modernisierung von Energieträgern sowie die Kompensation durch Solarstrom und CO2-Zertifikate. Neben der Modernisierung von Immobilien durch Solarplatten oder Wärmepumpen ist auch die Begrünung von Dächern und Fassaden eine Maßnahme der GWG, um den Energieverbrauch zu senken. 2019 senkte die GWG ihre Gesamtemission bereits von 49 Kilogramm pro Quadratmeter auf 21.
2024 veröffentlichte die GWG erstmalig eine Erklärung nach dem Deutschen Nachhaltigkeitskodex, einem Transparenzstandard, welcher vom Rat für Nachhaltige Entwicklung entwickelt wurde. Diese Erklärung beinhaltet die Nachhaltigkeitsstrategie der GWG.